# World Minigolf Sport Federation
Die World Minigolf Sport Federation, kurz WMF, ist die internationale Dachorganisation von derzeit 65 nationalen Minigolfverbänden. Sie wurde 1993 gegründet und hat ihren Sitz in Skövde, Schweden.
Die WMF ist Mitglied von AIMS und TAFISA.